# Departamento de Inteligencia y Seguridad
El Departamento de Inteligencia y Seguridad (DIS) (en árabe: دائرة الإستعلام والأمن) (en francés: Département du Renseignement et de la Sécurité) fue el servicio de inteligencia del estado argelino. Su existencia se remonta a la lucha por la independencia del país norteafricano.

## Historia

### Ministerio de Armamento y Enlaces Generales

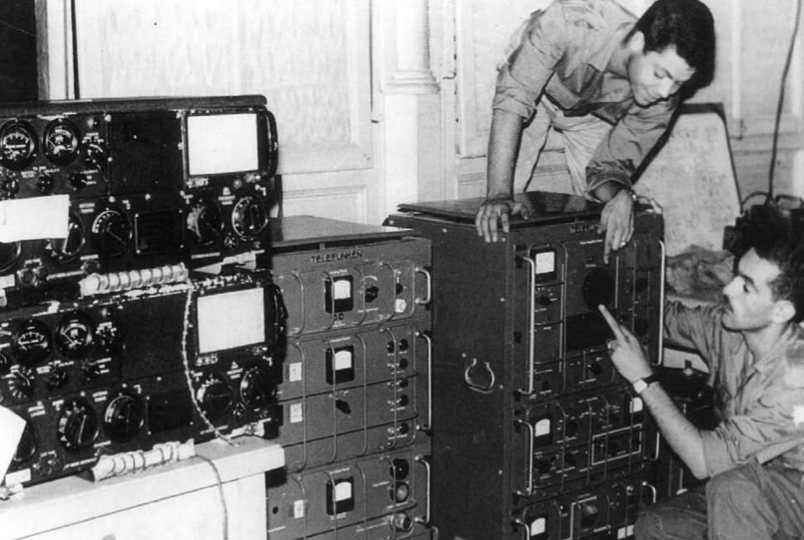
Miembros del Departamento de Comunicaciones del MALG.

El DRS se formó como el Ministerio de Armamento y Enlaces Generales (en francés: Ministère de l'Armement et des Liaisons générales) (MALG) durante la guerra de Independencia de Argelia, bajo la dirección de Abdelhafid Boussouf, cuyo papel era liderar las redes nacionales e internacionales del Frente de Liberación Nacional de Argelia (FLNA). En 1962, después de la guerra de independencia de Argelia y en particular con la llegada de Houari Boumédiène al poder en Argelia en 1965, los servicios de inteligencia argelinos se profesionalizaron e institucionalizaron en gran medida. El MALG estaba organizado en cinco departamentos:
- Departamento de contraespionaje y seguridad nacional.

- Departamento de escucha y vigilancia.

- Departamento de documentación e investigación, responsable de la investigación militar (I+D).

- Departamento de comunicaciones.

- Departamento de logística y almacenamiento de armas y equipamiento.

### Seguridad Militar

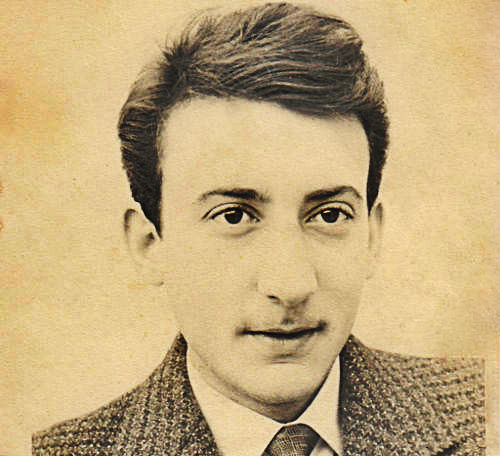
Kasdi Merbah, director de la seguridad militar de 1965 a 1978.

Este cambio de organización interna se inspiró en gran medida en los servicios de inteligencia y seguridad interna de las naciones del Bloque del Este.  El ministerio pasó a llamarse Seguridad Militar (en francés: Sécurité Militaire), sus departamentos eran:
- Contraespionaje.
- Seguridad nacional.
- Inteligencia militar.

El primer director designado de la Seguridad Militar fue el Coronel Kasdi Merbah, que permaneció hasta la muerte del Presidente Boumédiène en 1978. Luego fue sucedido por un corto tiempo por el Coronel Yazid Zerhouni.

### DGPS

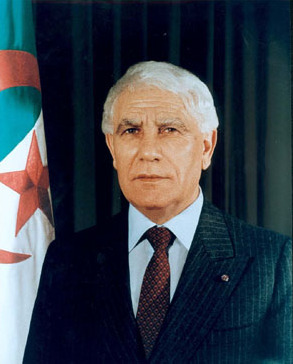
Chadli Bendjedid, Presidente de Argelia.

El Presidente Chadli Bendjedid, desconfiaba de la Seguridad Militar, la desmanteló y la rebautizó como DGPS. El Presidente Chadli nombró director de la DGPS al General Lakehal Ayat, reorganizando la agencia de seguridad para trabajar únicamente en el ámbito de la inteligencia extranjera.
Las protestas y disturbios de octubre de 1988, hicieron que el presidente Chadli Bendjedid destituyera al General Ayat, quien fue sucedido por el General Betchine. Su mandato vio un gran cambio político, comenzando con el advenimiento de un sistema político multipartidista y el surgimiento del movimiento islamista Frente Islámico de Salvación (FIS).

### DRS
Betchine posteriormente fue reemplazado por Mohamed Mediène en noviembre de 1990, quien sirvió hasta 2015, posteriormente, los servicios cambiaron su nombre una vez más y pasaron a llamarse DRS.
Los observadores externos han denunciado que Mediène fue uno de los generales de la Junta militar que forzó la cancelación de las elecciones de 1991, cuando los islamistas estaban a punto de ganar, sumiendo a la nación en una guerra civil contra los islamistas y aumentando enormemente el poder de los militares y el DRS en el Gobierno de Argelia.
Fue en este período cuando el DRS reafirmó su papel en la seguridad interna, convirtiéndose en un actor activo en la guerra civil argelina de los años noventa del siglo XX.
El DRS tenía hasta 100.000 agentes que se infiltraron en muchos sectores de la sociedad argelina. Los agentes del DRS infiltraron y manipularon a grupos terroristas yihadistas, y reprimieron a diferentes grupos islamistas, además bloquearon las negociaciones tanto del poder gobernante como de la oposición democrática con el FIS.
En septiembre de 2013, el DRS fue reorganizado y sometido a un mayor control por parte del estado argelino. En 2016, el DRS fue disuelto y reemplazado por otra agencia de inteligencia y seguridad argelina.

## Directores de la DRS
- Abdelhafid Boussouf de 1954 a 1958.
- Houari Boumédiène de 1958 a 1965.
- Kasdi Merbah de 1965 a 1978.
- Yazid Zerhouni de 1979 a 1981.
- Lakehal Ayat de 1981 a 1988.
- Mohamed Betchine de 1988 a 1990.
- Mohamed Mediène de 1990 a 2015.
- Athmane Tartag desde 2015 hasta 2019.[5]